# Чапаєвська сільська рада (Тюльганський район)
Чапа́євська сільська рада (рос. Чапаевский сельский совет) — сільське поселення у складі Тюльганського району Оренбурзької області Росії.
Адміністративний центр — село Владимировка.

## Населення
Населення — 943 особи (2019; 1239 в 2010, 1460 у 2002).

## Склад
До складу сільської ради входять:
| Населений пункт    | Населення, осіб (2002) | Населення, осіб (2010) |
| ------------------ | ---------------------- | ---------------------- |
| Алабердіно, село   | 447                    | 408                    |
| Владимировка, село | 379                    | 356                    |
| Давлеткулово, село | 383                    | 282                    |
| Копили, хутір      | 3                      | 3                      |
| Тюльган, селище    | 248                    | 190                    |